# NGC 6054
NGC 6054 is een lensvormig sterrenstelsel in het sterrenbeeld Hercules. Het hemelobject werd op 27 juni 1886 ontdekt door de Amerikaanse astronoom Lewis A. Swift.

## Synoniemen
- IC 1183
- MCG 3-41-103
- ZWG 108.128
- VV 220
- DRCG 34-77
- PGC 57086